# SpaceX Crew-6
SpaceX Crew-6 ist die Bezeichnung des sechsten operativen NASA-Crew-Flugs eines Crew-Dragon-Raumschiffs mit Besatzung. Der Start erfolgte am 2. März 2023 um 06:34 MEZ. Der Flug brachte vier Besatzungsmitglieder zur Internationalen Raumstation (ISS), darunter einen Astronauten der VAE (für den ersten Langzeitaufenthalt der VAE) und einen Kosmonauten aus Russland.

## Besatzung
- Stephen Bowen, Kommandant (4. Raumflug, USA/NASA)
- Warren Hoburg, Pilot (1. Raumflug, USA/NASA)
- Sultan al-Nejadi, Missionsspezialist (1. Raumflug, UAE/MBRSC)
- Andrej Fedjajew, Missionsspezialist (1. Raumflug, Russland/Roskosmos)

Die Ersatzcrew setzte sich (u. a. aus für die Folgemission SpaceX Crew-7 eingeteilten Raumfahrern) wie folgt zusammen:
- Jasmin Moghbeli, Kommandantin (1. Raumflug, USA/NASA)
- Andreas Mogensen, Pilot (2. Raumflug, Dänemark/ESA)[5]
- Hassa al-Mansuri, Missionsspezialist (2. Raumflug, UAE/MBRSC)
- Konstantin Borissow, Missionsspezialist (1. Raumflug, Russland/Roskosmos)

## Missionsverlauf
Die sechste operative SpaceX-Mission im Rahmen des Commercial-Crew-Programms startete am 2. März 2023 um 5:34 UTC (= 6:34 MEZ). Das Raumschiff dockte am 3. März 2023 um 6:40 UTC (= 7:40 MEZ) am Harmony-Modul der ISS an.

## Besonderheiten und Schwierigkeiten

### Verwendetes Raumschiff
Für das Crew-Dragon-Raumschiff (Seriennummer: C206, Name: Endeavour) war es der 4. Raumflug (vorherige: Demo-2, Crew-2, Axiom Mission 1); es hatte vorher 280 Tage im Weltraum verbracht. Trägerrakete war eine Falcon 9.

### Verzögerter Start
Die Mission sollte ursprünglich am 27. Februar 2023 gegen 07:45 MEZ starten. Die Startprozedur wurde 2 Minuten vor dem Start abgebrochen, weil es Probleme mit den Bodensystemen gab, ein Filter des Startsystems war verstopft. Der Start wurde deshalb auf den 2. März 2023 verschoben.

### Andockprobleme
Nach dem Start zeigten die Instrumente eine Fehlfunktion an einem Sensor des Andockhakens Nummer 5 an. Insgesamt hat die Kapsel 12 Andockhaken. Das Raumschiff ging deshalb für eine Stunde in eine Warteposition, 20 Meter von der ISS entfernt, während die Bodenkontrolle die Software überprüfte und Korrekturen vornahm. Es wurde angenommen, dass in Wirklichkeit keine Fehlfunktion vorliegt und die Ausgabe des Sensors wurde durch die Software überschrieben. Danach dockte das Raumschiff am 3. März 2023 um 6:40 UTC (= 7:40 MEZ) an der ISS an.